# Перламутровка Руслана
Перламутровка Руслана (лат. Argynnis ruslana  =Argyronome ruslana) — дневная бабочка из семейства нимфалид.

## Описание

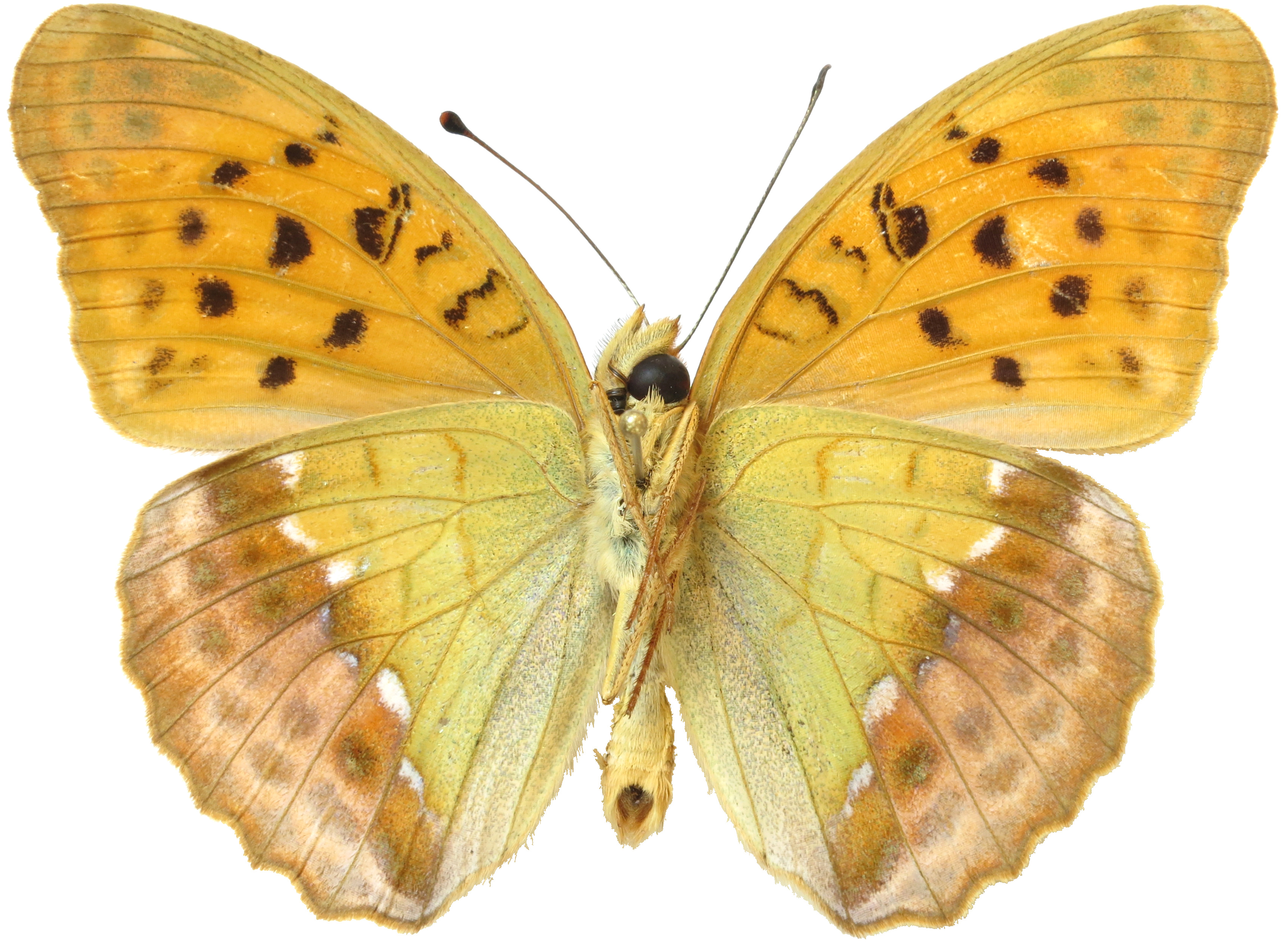
Нижняя сторона крыльев

Длина переднего крыла 30-38 мм. Внешний край переднего крыла с вырезом у вершины. У самца сверху на передних крыльях на первой, второй и третьей от анального края жилках имеются темные андрокониальиые утолщения. У обоих полов в центральной ячейке переднего крыла имеется фигура в виде черного колечка с черной перемычкой посредине. Заднее крыло на нижней стороне поперечной полоской из серебристо-белых пятен разделено на две части, внутреннюю — зеленовато-желтую и внешнюю — розовато-коричневую. На Курильских и Японских островах обитает японский подвид lysippe Janson, 1877, отличающийся от номинативного расширенным черным рисунком на крыльях.

## Ареал
Приамурье, Приморье, Южный Сахалин, Южные Курилы, Северо-Восточный Китай, Корея, Япония. В горы выше 500—600 метров над уровнем моря не заходит.
Бабочки населяют луговины и редины в широколиственных и смешанных лесах, встречаются также по невысоким открытым увалам.

## Биология
Бабочки обычно попадаются совместно с Argynnis laodice. Часто кормятся на соцветиях Sorbaria sorbifolia. Время лёта с июля до конца августа.
Яйца откладываются самками поодиночке или малыми группами на старые листья кормовых растений. Гусеница начинает питаться ранней весной. В последнем возрасте гусеница серовато-коричневого цвета с двумя тонкими желтовато-белыми линиями на спине, а также с тёмными пятнами по бокам; шипы коричневые с белесыми волосками. Куколка буроватого цвета. Кормовые растения гусениц — фиалки .